# كريستين روس
كريستين روس (بالإنجليزية: Kristin Ross)‏ هي ناقدة أدبية وكاتِبة ومؤرخة وصحفية أمريكية، ولدت في 1953.